# Кадыров, Рафаэль Разимович
Рафаэль Разимович Кадыров (4 апреля 1969, Уфа, Башкирская АССР, РСФСР — 19 января 2017) — российский хоккейный арбитр. Судья международной категории.

## Биография

### Карьера
Воспитанник уфимской ДЮСШ «Салават Юлаев». 
Главный судья российской Высшей хоккейной лиги с сезона 1998/99. 8 сентября 2016 года Кадыров провёл свой 700-й матч в чемпионатах России, став вторым хоккейным арбитром, добившимся данного результата.
На матчах КХЛ работал со дня основания лиги. Был судьей на более 700 матчей лиги. В сезоне 2009/2010 вошел в десятку лучших арбитров КХЛ. 
Обслуживал Матч звёзд КХЛ 2016 года, два чемпионата мира по хоккею с шайбой, молодежное и шесть юниорских мировых первенств.
Скончался вследствие онкологического заболевания.